# Manahati Lestusen
Manahati Lestusen (sinh ngày 17 tháng 12 năm 1993 ở Liang, South Buru) là một cầu thủ bóng đá người Indonesia hiện tại thi đấu cho PS TNI ở vị trí tiền vệ phòng ngự, mặc dù có thể chơi ở vị trí hậu vệ.

## Đời sống cá nhân
Lestusen sinh ra từ Liang, Buru và là con trai của H. Muhabas Lestusen và Janiapari. Anh bắt đầu chơi bóng lúc 13 tuổi và chơi mọi vị trí trong đội bóng của trường. Anh cũng là trung sĩ thứ hai ở Army Military Police Corps (Indonesia).

## Sự nghiệp câu lạc bộ
Ngày 2 tháng 12 năm 2014, anh ký hợp đồng với Barito Putera.

## Sự nghiệp quốc tế
Manahati có màn ra mắt cho Indonesia trong trận giao hữu trước Andorra ngày 26 tháng 3 năm 2014, thay cho Rizky Pellu sau 46 phút.

## Thống kê sự nghiệp

### Câu lạc bộ
Tính đến trận đấu diễn ra ngày 1 tháng 5 năm 2016.
| Câu lạc bộ          | Mùa giải            | Giải vô địch            | Giải vô địch | Giải vô địch | Cúp Quốc gia | Cúp Quốc gia | Châu lục | Châu lục  | Khác    | Khác      | Tổng    | Tổng      |
| Câu lạc bộ          | Mùa giải            | Hạng đấu                | Số trận      | Bàn thắng    | Số trận      | Bàn thắng    | Số trận  | Bàn thắng | Số trận | Bàn thắng | Số trận | Bàn thắng |
| ------------------- | ------------------- | ----------------------- | ------------ | ------------ | ------------ | ------------ | -------- | --------- | ------- | --------- | ------- | --------- |
| Visé                | 2012–13             | Belgian Second Division | 2            | 0            | 0            | 0            | 0        | 0         | 0       | 0         | 2       | 0         |
| Persebaya Surabaya  | 2014–15             | Indonesia Super League  | 25           | 0            | 0            | 0            | 0        | 0         | 0       | 0         | 25      | 0         |
| Barito Putera       | 2015–16             | Indonesia Super League  | 3            | 0            | 0            | 0            | 0        | 0         | 0       | 0         | 3       | 0         |
| PS TNI              | 2017                | Liga 1                  | 13           | 3            | 0            | 0            | 0        | 0         | 0       | 0         | 13      | 3         |
| Tổng cộng sự nghiệp | Tổng cộng sự nghiệp | Tổng cộng sự nghiệp     | 43           | 3            | 0            | 0            | 0        | 0         | 0       | 0         | 51      | 3         |

### Quốc tế
Tính đến trận đấu diễn ra ngày 10 tháng 10 năm 2019.
| Đội tuyển quốc gia Indonesia | Đội tuyển quốc gia Indonesia | Đội tuyển quốc gia Indonesia |
| Năm                          | Số trận                      | Bàn thắng                    |
| ---------------------------- | ---------------------------- | ---------------------------- |
| 2014                         | 6                            | 0                            |
| 2015                         | 0                            | 0                            |
| 2016                         | 6                            | 1                            |
| 2017                         | 1                            | 0                            |
| 2019                         | 4                            | 0                            |
| Tổng cộng                    | 17                           | 1                            |

### Bàn thắng quốc tế
Bàn thắng quốc tế
| Bàn thắng | Thời gian           | Địa điểm                                        | Đối thủ  | Tỉ số | Kết quả | Giải đấu     |
| --------- | ------------------- | ----------------------------------------------- | -------- | ----- | ------- | ------------ |
| 1         | 7 tháng 12 năm 2016 | Sân vận động Quốc gia Mỹ Đình, Hà Nội, Việt Nam | Việt Nam | 2–2   | 2–2     | AFF Cup 2016 |

## Danh hiệu

### Quốc gia
U-23 Indonesia
- Huy chương Bạc Đại hội Thể thao Đoàn kết Hồi giáo: 2013
- Huy chương Bạc Đại hội Thể thao Đông Nam Á: 2013

Indonesia
- Giải vô địch bóng đá Đông Nam Á 2016: Á quân